# Alfred Harker
Alfred Harker (19 février 1859-28 juillet 1939) est un géologue britannique spécialisé dans la pétrologie et la pétrographie.

## Biographie
Harker naît à Kingston-upon-Hull, ses parents sont Portas Hewart Harker, marchand de grain, et Ellen Mary Harker. Il étudie d'abord à Hull où il assiste à des conférences donné par Jethro Teall en 1878. Il poursuit ses études à l'université de Cambridge En 1884 il devient démonstrateur en géologie à Cambridge sous la direction de Thomas McKenny Hughes, puis professeur assistant en 1904. Un poste de pétrologie est créé en 1918 qu'il occupe jusqu'en 1931. Après 1931 il travaille en tant que conservateur honoraire au Sedgwick Museum de Cambridge.

## Recherches
Il écrit une série d'articles, souvent en collaboration avec John Edward Marr, sur les roches du Lake District. De 1895 à 1905 il participe au levé géologique de l'île de Skye au nord des Hébrides intérieures.
Il fait partie des géologues qui popularise l'utilisation de préparations en lamelles minces et de la microscopie en lumière polarisée pour l'étude pétrographiques des échantillons de roches.
De 1895 à 1905 il participe au levé géologique de l'île de Skye au nord des Hébrides intérieures.
Il écrit plusieurs livres influents, en particulier Petrology for Students, sept éditions qui sera traduit en français et The Natural History of Igneous Rocks.

## Récompenses
En 1907 il reçoit la médaille Murchison puis en 1922 la médaille Wollaston de la Geological Society of London dont il est le président de 1916 à 1918. En 1935 il reçoit la médaille royale de la Royal Society à laquelle il appartient depuis 1902. L'université d'Édimbourg lui décerne un doctorat honoraire en 1919.
Plusieurs lieux portent son nom, le glacier Harker en Géorgie du Sud, le Mont Harker en antarctique et la dorsa Harker sur la Lune. Un minéral, l'harkerite, d'abord découvert sur l'île de Sky porte son nom.